# Arderea cărților

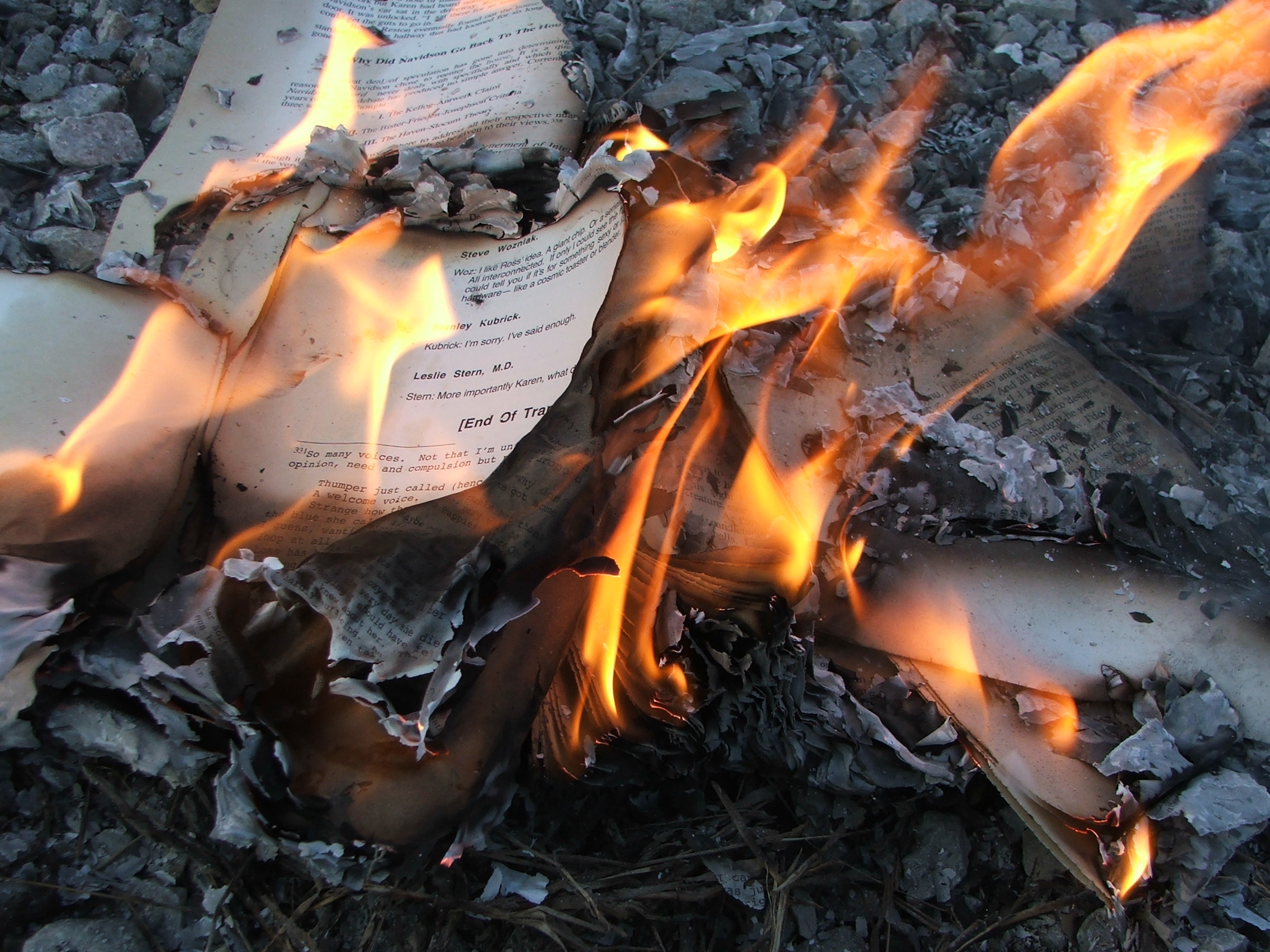
Arderea cărților în perioada contemporană

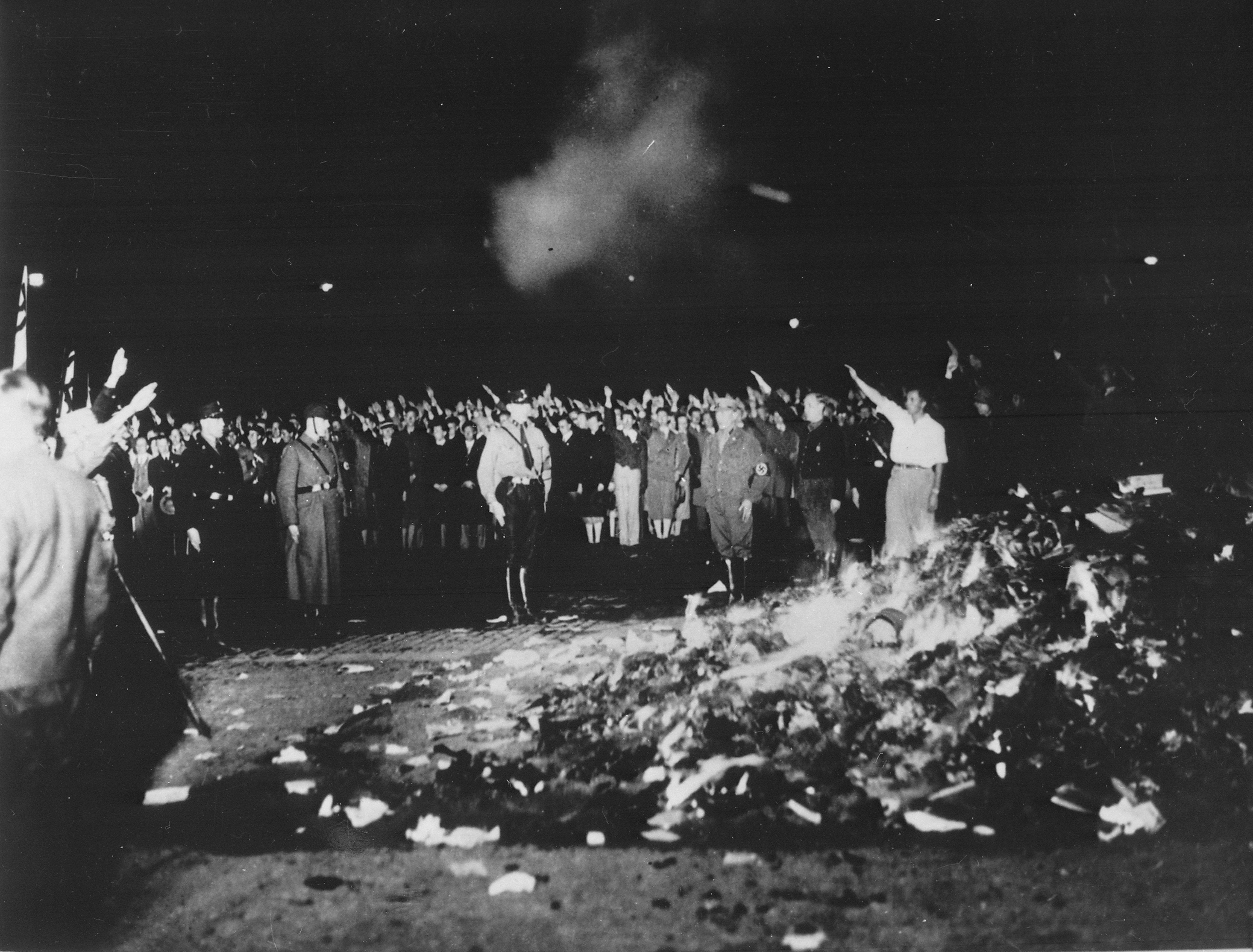
Mii de cărți arse în Germania lui Hitler, 11 mai 1933

Arderea cărților se referă la ritualul de distrugere prin foc al cărților sau altor materiale scrise. Realizată de obicei într-un spațiu public, arderea cărților reprezintă un element de cenzură și provine, de obicei, dintr-o opoziție culturală, religioasă sau politică față de materialele în cauză.
În unele cazuri, lucrările distruse sunt de neînlocuit și arderea lor constituie o pierdere severă pentru patrimoniul cultural. Sunt de  menționat arderea cărților și arderea de vii a savanților din China dinastiei Qin (213-210 î.Hr.), distrugerea Bibliotecii din Bagdad (1258), distrugerea codicelor aztece de Itzcoatl (anii 1430), arderea codicelor Maya la ordinul episcopului Diego de Landa (1562).
În alte cazuri, precum cel al arderii cărților de către naziști, alte copii ale cărților distruse au supraviețuit - totuși arderea cărților a devenit emblematică pentru un regim dur și opresiv care a încercat să cenzureze sau să elimine din conștiința publică un aspect al culturii unei națiuni.
În timpurile moderne, alte medii de stocare precum discurile de gramofon, casetele video și CD-urile au fost, de asemenea, arse, distruse sau chiar zdrobite.

## Context istoric

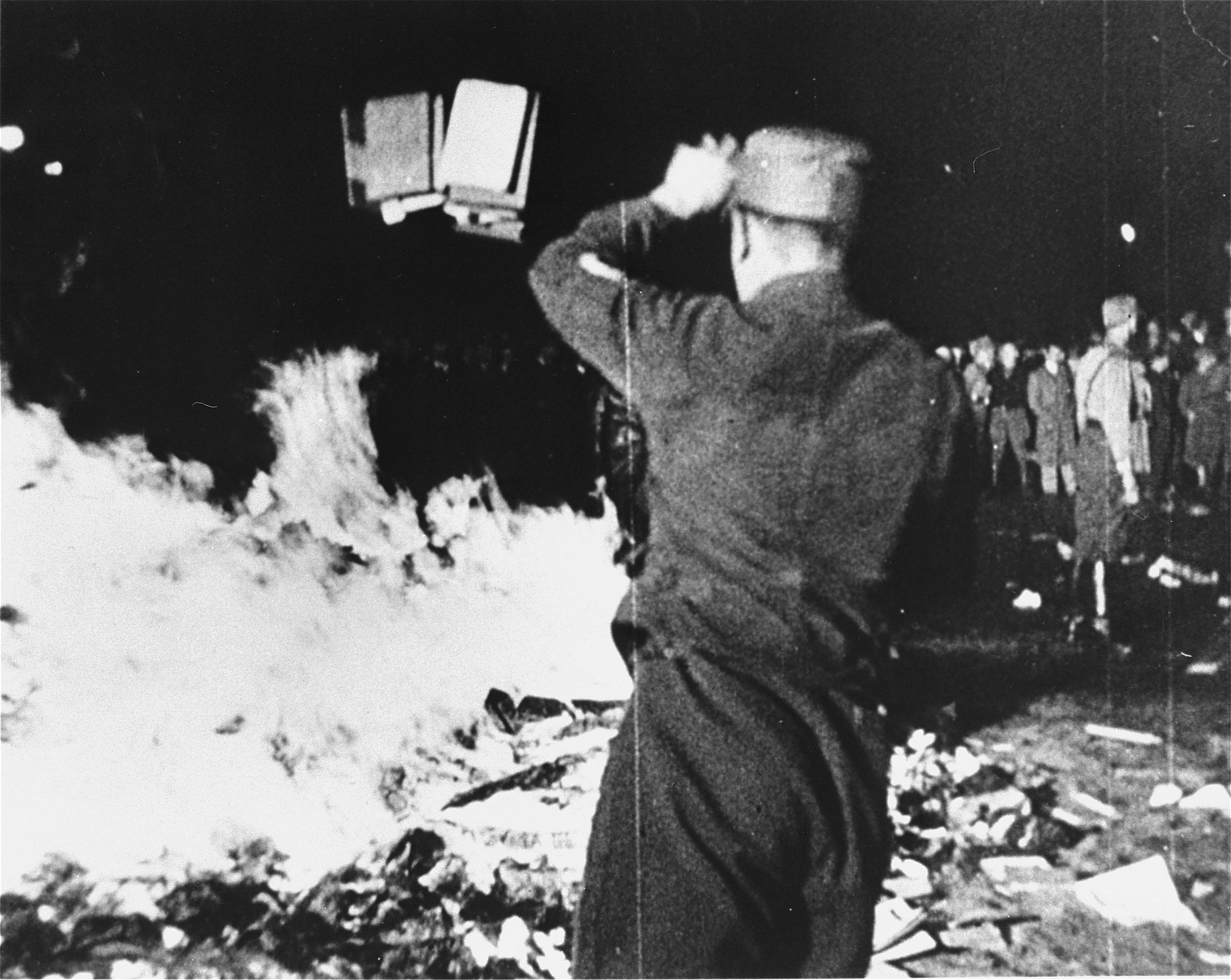
În 1933, naziștii au ars cărțile autorilor evrei și alte lucrări considerate „ne-German”, la biblioteca Institut für Sexualwissenschaft din Berlin.

Arderea cărților are o lungă istorie ca instrument folosit de autoritățile laice și religioase, în efortul de a suprima ideile divergente sau eretice care erau percepute ca reprezentând o amenințare la adresa ordinii existente.

### 700 î.Hr.
Potrivit Tanahului, în secolul 7 î.Hr. regele Ioiachim al Iudeei a ars o parte dintr-un sul scris de Baruch ben Neriah la dictarea proorocului Ieremia (Ieremia 36).

### Arderea cărților și îngroparea savanților din China (210 î.Hr.)
Qin Shi Huang, primul împărat al dinastiei Qin, a ordonat arderea cărților și îngroparea savanților în 213 î.Hr. și îngroparea de vii a 460 de savanți confucianiști în 210 î.Hr. cu scopul de a rămâne pe tron. Unele dintre aceste cărți au fost scrise în Shang Xiang, o școală superioară fondată în 2208 î.Hr. Evenimentul a cauzat pierderea mai multor tratate filozofice ale celor 100 de școli de gândire. Filozofia oficială a guvernării („legalismul”) a supraviețuit.

### Arderile realizate de creștini
După Primul conciliu de la Niceea (325 AD), împăratul roman Constantin cel Mare a emis un edict împotriva învățăturilor nontrinitariene ale arienilor care prevedea arderea sistematică a cărților; „În plus, dacă va fi găsită orice scriere compusă de Arie, ea trebuie să fie aruncată în foc, așa că nu numai răutatea învățăturilor lui să fie distrusă, dar să nu rămână nimic care să mai amintească cuiva de el. Și fac prin prezenta un ordin public, că, dacă cineva ar fi descoperit că a ascuns o scriere de-a lui Arie și nu a adus-o imediat pentru a fi distrusă prin foc, pedeapsa lui va fi moartea. Imediat ce va fi descoperit că a săvârșit această infracțiune, el va fi adus pentru a suferi pedeapsa capitala.....” Potrivit Elainei Pagels, „în anul 367, Atanasie, episcop zelos al Alexandriei, a emis o pastorală în care le-a cerut călugărilor egipteni să distrugă toate aceste scrieri inacceptabile, cu excepția celor pe care le-a enumerat în mod expres ca „acceptabile” sau chiar „canonice” — listă ce constituie în prezent Noul Testament”. Pagels citează pastorala lui Atanasie (scrisoarea 39) din 367 AD, care prevede un canon, dar nu ordonă călugărilor în mod explicit să distrugă scrierile excluse. Textele eretice au fost șterse și suprascrise, la fel ca multe texte ale antichității clasice. Potrivit autoarei Rebecca Knuth, un număr mare de texte creștine timpurii au fost „distruse” într-un mod similar cu arderea lor în public.

#### Arderea Bibliotecii din Alexandria
Biblioteca din Alexandria, cea mai mare bibliotecă din lumea antică, întemeiată în 300 î.Hr. și cu o colecție de mai mult de 9.000 de manuscrise, a ars în timpul ocupației romane,  posibil în urma unui incendiu organizat de Iulius Cezar în 47 î.Hr., al unui atac al lui Aurelian din anul 270 sau al unui decret al papei copt Teofil. Dar sfârșitul faimoasei biblioteci nu este cu adevărat cunoscut, iar izvoare istorice diverse menționează distrugători diferiți în epoci diferite.

#### Arderea cărților nestoriene
Prin activitatea depusă de Chiril al Alexandriei (c. 376-444) au fost arse aproape toate scrierile lui Nestorie (386-450), la scurt timp după 435.

#### Arderea cărților ariene
Potrivit Cronicii lui Fredegar, Recared, regele vizigoților (ce a domnit în perioada 586-601) și primul rege catolic al Spaniei, după convertirea sa la catolicism în 587, a ordonat ca toate cărțile ariene să fie strânse și arse; toate cărțile de teologie arianistă au fost transformate în cenușă, la fel ca și casa în care au fost intenționat colectate.

#### Arderea manuscriselor evreiești în 1244
În 1244, ca rezultat al Procesului Talmudului de la Paris, douăzeci și patru de căruțe pline cu Talmuduri și alte manuscrise religioase evreiești au fost incendiate pe străzile din Paris.

#### Arderea manuscriselor aztece și mayașe în anii 1560
În perioada cuceririi Americilor și a confruntării civilizațiilor europene și indigene americane, mai multe cărți scrise de către populațiile indigene au fost distruse. Existau multe cărți scrise de azteci la momentul cuceririi spaniole a Yucatánului, în secolul al XVI-lea. Cu toate acestea, majoritatea acelor cărți au fost distruse de conchistadori și de preoții catolici, cu excepția preotului Bartolome de la Casas. În special, multe cărți din Yucatan au fost distruse la ordinul episcopului Diego de Landa în iulie 1562. De Landa a scris: „Am găsit un număr mare de cărți în aceste persoane și, deoarece acestea nu conțineau nimic care să nu poată fi considerat ca superstiție și minciuni ale diavolului, le-am ars pe toate, ceea ce ei (Maya) au regretat într-o măsură umitoare și care le-a provocat multă suferință”. În mod ironic, cele mai multe dintre cărțile care au fost distruse de către europeni erau părtinitoare și se bazau pe versiunea aztecă a istoriei regiunii. Aztecii cuceriseră anterior acea regiune și distruseseră multe dintre cărțile și documentele mayașe.

### Regimul nazist (1933)
Principal: Arderea cărților de către naziști

Guvernul Nazist a decretat astfel motivele pentru arderea materialelor tipărite:
„...care acționează subversiv asupra viitorului sau atacă rădăcina gândirii germane, teritoriul german și forțele conducătoare ale poporului nostru...”—The Jewish Virtual Library

### Erupția Vezuviului din anul 79
În erupția Vezuviului din anul 79 un depozit de mii de suluri de papirus (Herculaneum papyri) dintr-o vilă au fost carbonizate în urma unui flux piroclastic. Acest incident a avut efectul neobișnuit de a le conserva într-o formă ușor de citit (deși cu dificultate), pentru că într-un climat la fel de ud ca cel al Italiei ele ar fi putrezit cu mult timp în urmă dacă nu ar fi ars.

## Arderi realizate de autori
În 1588, cardinalul englez exilat William Allen a scris An Admonition to the Nobility and People of England, o lucrare care o ataca pe regina Elisabeta I. Ea urma să fie publicată în Anglia ocupată de Spania în situația în care invazia Armadei spaniole ar fi avut succes. După înfrângerea Armadei, Allen ar fi pus cartea sa pe foc, și știm de ea doar prin intermediul unuia dintre spionii Elisabetei, care ar fi furat o copie.
Rabinul hasidic Nachman din Breslov ar fi scris o carte pe care el însuși a ars-o în 1808. Până în prezent, discipolii săi regretă „Cartea arsă” și caută în scrierile ce au rămas de la rabin o serie de indicii cu privire la ceea ce conținea volumul pierdut și de ce a fost distrus.
Se știe că Carlo Goldoni a ars prima sa piesă, o tragedie numită Amalasunta, atunci când s-a confruntat cu critici nefavorabile.
Nikolai Gogol a ars a doua parte a capodoperei sale Suflete moarte, după ce a intrat sub influența unui preot care l-a convins că opera sa literară era păcătoasă; Gogol a descris mai târziu acest lucru ca pe o greșeală.
În anii 1870 Ceaikovski a distrus manuscrisul primei sale opere, Voevoda. În perioada sovietică Voevoda a fost reconstituită postum pe baza orchestrației și a părților vocale ce au supraviețuit în schițele compozitorului. 
După ce Hector Hugh Munro (cunoscut mai ales sub pseudonimul Saki) a fost ucis în Primul Război Mondial în august 1916, sora sa, Ethel, a distrus cele mai multe dintre hârtiile sale.
Joe Shuster, care, împreună cu Jerry Siegel a creat fictiv super-eroul fictiv Superman, a ars în 1938 prima poveste cu Superman crezând că nu va găsi un editor.

## Testamente ce prevedeau arderea cărților
Când Virgil a murit, el a lăsat instrucțiuni ca manuscrisul Eneidei să fie ars, deoarece era o variantă plină de greșeli necorectate și nu o variantă finală ce urma să fie publicată. Cu toate acestea, această instrucțiune a fost ignorată. Faima lui Virgil se datorează, în principal, Eneidei, publicate în această formă „imperfectă” și considerate una dintre cele mai mari capodopere ale literaturii clasice.
Înainte de moartea sa, Franz Kafka i-a scris prietenului și executorului său testamentar Max Brod: „Dragul meu Max, ultima mea cerere: Tot ce las în urma mea... jurnale, manuscrise, scrisori (ale mele și ale altora), schițe și așa mai departe, să fie arse necitite”. Brod nu i-a respectat dorința lui Kafka, crezând că Kafka i-a dat aceste instrucțiuni, în mod specific, pentru că Kafka știa că el nu le va îndeplini – Brod îi spusese deja acest lucru. Dacă Brod ar fi respectat instrucțiunile lui Kafka, întreaga operă a lui Kafka – cu excepția câtorva povestiri publicate în timpul vieții sale – ar fi fost pierdută pentru totdeauna. Mulți critici din acea vreme și până în prezent încearcă să explice decizia lui Brod.
Un caz similar se referă la poeta americană Emily Dickinson, care a murit în 1886 și i-a lăsat surorii sale, Lavinia, instrucțiunea de a-i arde toate documentele. Lavinia Dickinson a ars aproape toată corespondența surorii sale, dar a interpretat că testamentul nu se referă la cele patruzeci de caiete și foi volante, ce conțineau aproape 1800 de poezii; acestea au fost salvate de Lavinia și publicate încă din acel an. În situația că Lavinia Dickinson ar fi fost mai strictă în îndeplinirea ultimei dorințe a surorii sale, o mare parte din opera poetică a lui Emily Dickinson ar fi fost pierdută.

## Biblioclasmul modern
Biblioclasmul continuă să aibă loc și în prezent. Biblioteci din întreaga lume au fost distruse în ultimii ani. În ciuda faptului că distrugerea cărților este condamnată de majoritatea societății, oamenii încă mai participă la arderea cărților pe o scară mai mare sau mai mică.
În Azerbaidjan, atunci când a fost adoptat un alfabet latin modificat, cărțile publicate cu caractere arabe au fost arse, în special la sfârșitul anilor 1920 și în anii 1930. Nu numai Coranul, ci și manuscrise istorice și medicale au fost distruse.

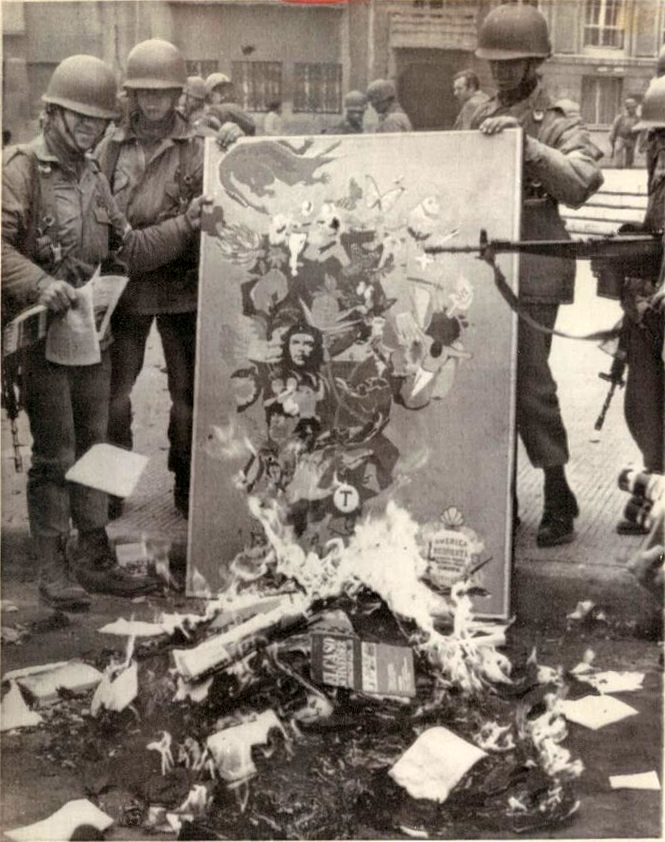
Arderea cărților în Chile în urma Loviturii de stat din 1973 care a instalat regimul Pinochet în Chile.

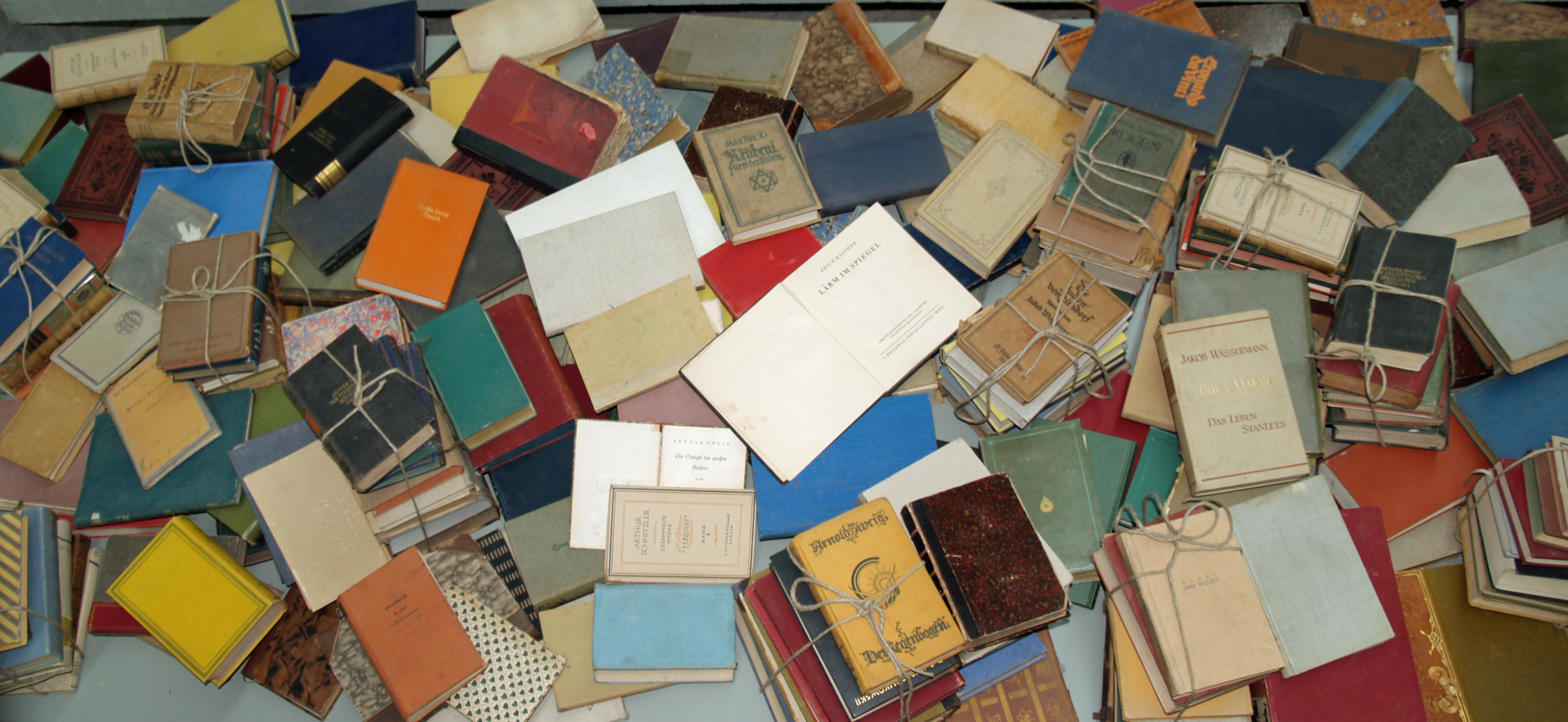
Exemplare ale cărților care au fost arse de naziști, expuse la Yad Vashem

Arderea cărților a fost organizată cu regularitate în Germania Nazistă în anii 1930 de către trupele SA pentru a distruge operele degenerate ale unor autori evrei sau homosexuali precum Thomas Mann, Marcel Proust și Karl Marx.
În anii 1950, peste șase tone de cărți scrise de William Reich au fost arse în SUA în urma unor hotărâri judecătorești.
În 1973, în timpul perioadei de dictatură fascistă din Chile sub conducerea lui Augusto Pinochet, sute de cărți au fost arse ca o modalitate de represiune și cenzură.